# Dolné Obdokovce
Dolné Obdokovce este o comună slovacă, aflată în districtul Nitra din regiunea Nitra. Localitatea se află la altitudinea de 190 m deasupra n.m., se întinde pe o suprafață de 10,19 km2 și în 2017 număra 1.169 de locuitori.

## Istoric
Localitatea Dolné Obdokovce este atestată documentar din 1228.

## Demografie
| An:                | 1994 | 2004 | 2014   | 2024   |
| ------------------ | ---- | ---- | ------ | ------ |
| Număr de persoane: | 1111 | 1111 | 1193   | 1130   |
| Diferență:         |      | +0%  | +7,38% | −5,28% |

| An:                | 2023 | 2024   |
| ------------------ | ---- | ------ |
| Număr de persoane: | 1136 | 1130   |
| Diferență:         |      | −0,52% |